# Julia Šamalov-Berkovič
Julia Šamalov-Berkovič, v přechýleném českém tvaru Julia Šamalovová-Berkovičová (hebrejsky: 'יוליה שמאלוב-ברקוביץ, Julja Šam'alov-Berkovič, rusky: Юлия Шамалова-Беркович, Julija Šamalova-Berkovič) je izraelská politička a bývalá poslankyně Knesetu za stranu Kadima.

## Biografie
Narodila se 1. dubna 1964 v Samarkandu v Sovětském svazu, v dnešním Uzbekistánu. V roce 1979 přesídlila do Izraele. Získala vysokoškolské vzdělání na Telavivské univerzitě v oboru sociologie a antropologie. Později absolvovala certifikované studium se zaměřením na žurnalistiku a televizní žurnalistku. Žije ve městě Herzlija, je vdaná, má dvě děti. Hovoří hebrejsky, anglicky, rusky a bucharsky.

## Politická dráha
V letech 1992–2001 řídila ruskojazyčný deník, v letech 2001–2004 byla ředitelkou telekomunikační firmy a zakládala první ruskojazyčnou televizní stanici v Izraeli. V letech 2006–2007 působila jako ředitelka strany Kadima pro strategii a rozvoj. Zasedá v předsednictvu Světového sionistického kongresu.
Do Knesetu nastoupila po volbách roku 2009, ve kterých kandidovala za stranu Kadima. Mandát ale získala až dodatečně v červenci 2009 jako náhradnice za dosavadního poslance Chajima Ramona. Ve funkčním období od roku 2009 působila jako členka parlamentního výboru pro vědu a technologie, petičního výboru a výboru pro imigraci, absorpci a záležitosti diaspory.